# كريس بيكون (ملحن)
كريس بيكون (بالإنجليزية: Chris Bacon)‏ هو ملحن أمريكي، ولد في 17 مارس 1977 في بروفو في الولايات المتحدة.

## وصلات خارجية
- كريس بيكون على موقع IMDb (الإنجليزية)
- كريس بيكون على موقع ألو سيني (الفرنسية)
- كريس بيكون على موقع ميوزك برينز (الإنجليزية)
- كريس بيكون على موقع بوكس أوفيس موجو (الإنجليزية)
- كريس بيكون على موقع أول ميوزيك (الإنجليزية)
- كريس بيكون على موقع ديسكوغز (الإنجليزية)
- كريس بيكون على موقع قاعدة بيانات الفيلم (الإنجليزية)